# Airbus Executive and Private Aviation
Airbus Executive and Private Aviation — дочернее предприятие Airbus S.A.S., занимающееся выпуском больших бизнес-самолётов. Модельный ряд компании повторяет модельный ряд материнского концерна и простирается от A318 Elite до двух- или даже трёхпалубного Airbus A380 Prestige. После начала производства модели Boeing Business Jet на базе Boeing 737 Airbus в 1997 году также вышел на этот рынок с моделью A319 Elite. Первоначально обозначение Airbus Corporate Jet использовалось только для модели A319CJ, однако сейчас так обозначают все модели предприятия, включая широкофюзеляжные. На декабрь 2008 года был поставлен 121 корпоративный и бизнес-самолёт, 164 самолёта заказаны, включая модель A380 Prestige, и 107 самолётов серии A320.

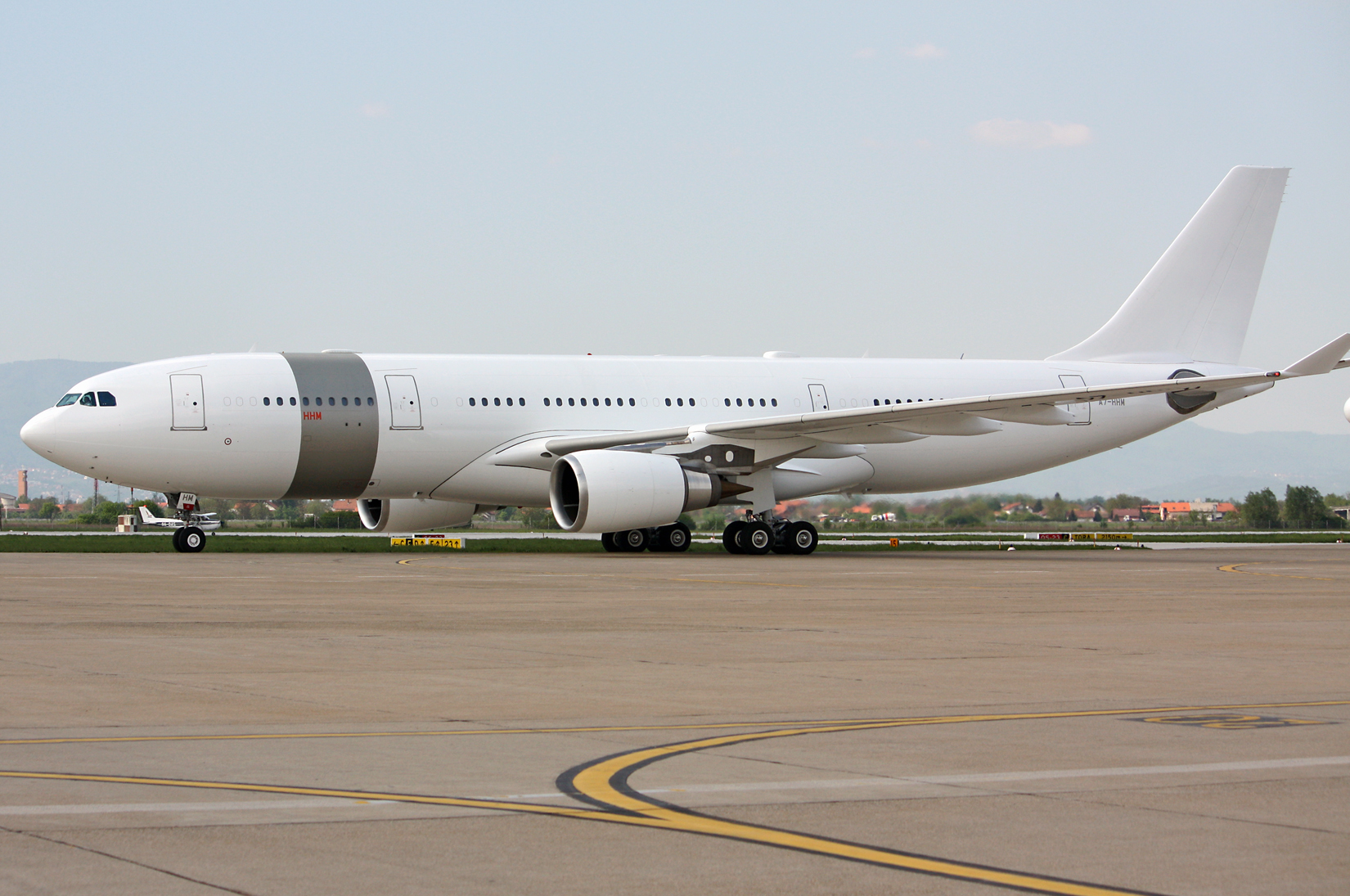
VIP-самолёт Airbus A330

## Узкофюзеляжные модели

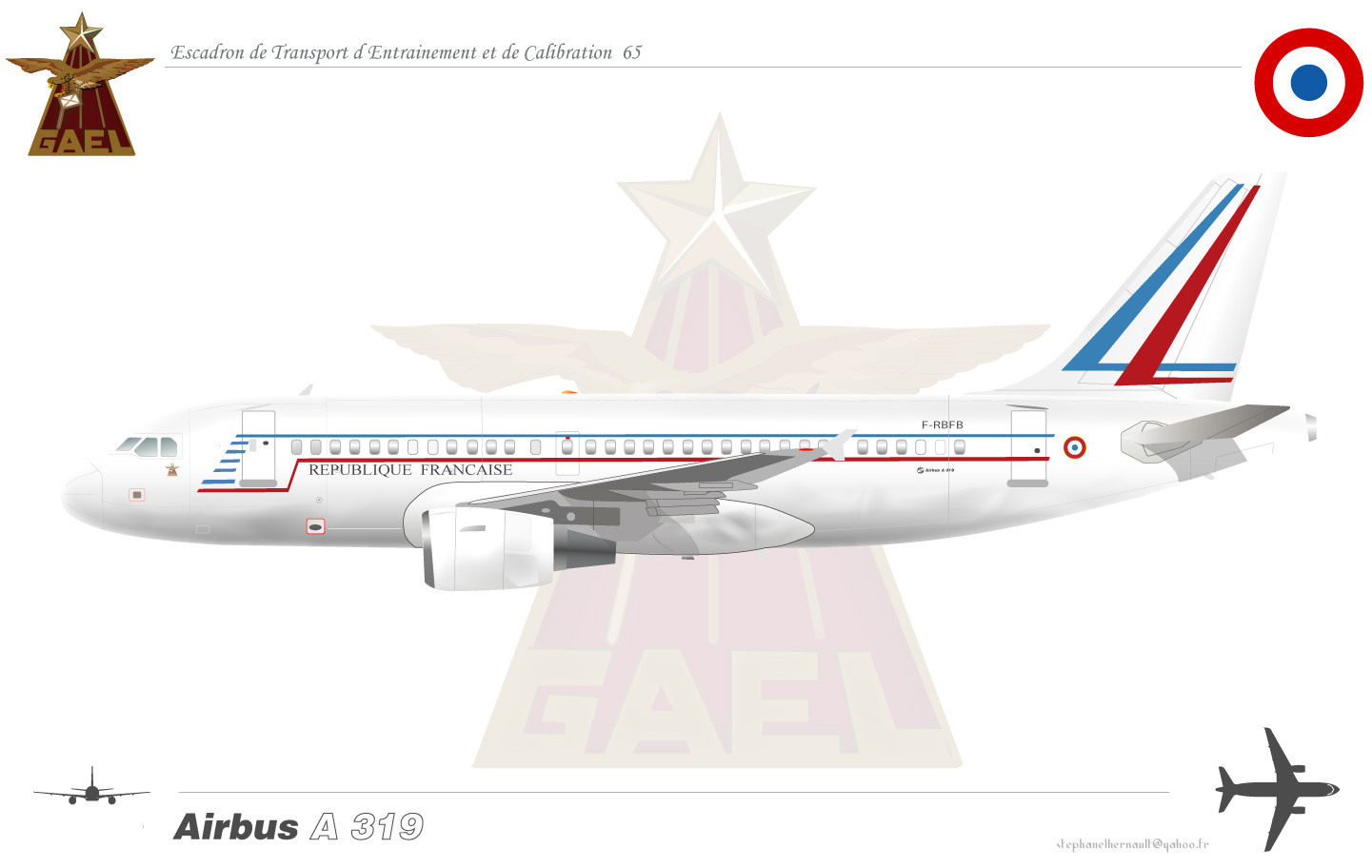
Airbus A319ACJ

Семейство ACJ строится на базе успешной модели A320 и с учётом опыта разработки и эксплуатации A319CJ. Покупатель может заказать любую модель семейства A320 в виде корпоративного самолёта с сертификацией по ETOPS-180. Изменения по сравнению с пассажирской версией включают увеличение потолка до 12500 м и установка съёмных дополнительных топливных баков.

### Airbus ACJ318
A318 Elite строится на базе модели A318. Самолёт предлагается с количеством мест от 14 до 18 и имеет дальность до 7500 км.

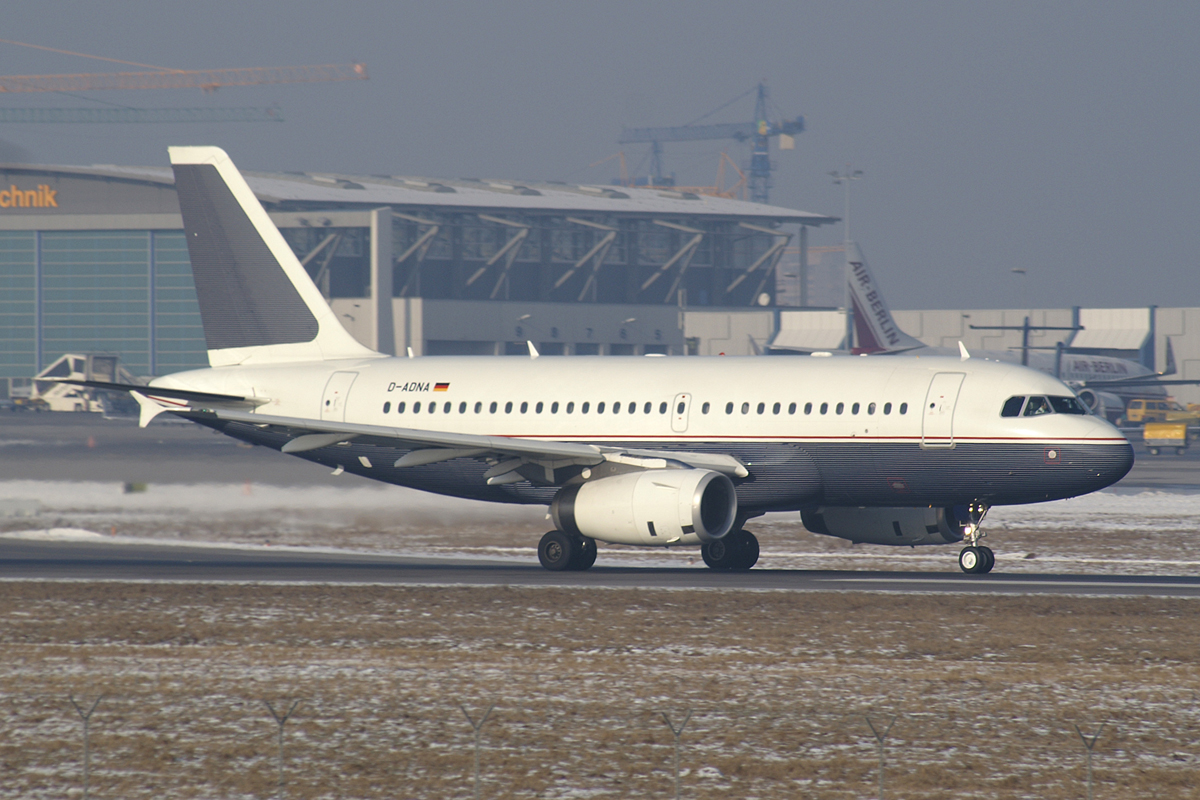
Airbus A319 Corporate Jet, принадлежащий Daimler AG Aviation.

### Airbus ACJ319
Модель является бизнес-версией самолёта A319. В её грузовой отсек устанавливаются дополнительные съёмные топливные баки, потолок увеличивается до 12 000 м, дальность — до 12 000 км. При перепродаже самолёт можно перекомпоновать в стандартный A319, убрав дополнительные баки, что повышает его перепродажную стоимость. Имея европейскую (JAA) и американскую (FAA) сертификацию, A319LR и ACJ являются единственными бизнес-самолётами, которым разрешено перевозить обычных пассажиров по обе стороны Атлантики.
Самолёт вмещает от 19 до 50 пассажиров, но по желанию заказчика компоновка может быть изменена на любой вариант. Среди эксплуатантов модели — DC Aviation, UB Group и Reliance Industries. Конкурентами A319CJ являются Boeing BBJ1, Gulfstream G500/G550 и Bombardier Global Express. Однако благодаря большему диаметру фюзеляжа самолёт предлагает больший простор и больше вариантов компоновки. На самолёт устанавливаются те же двигатели, что и на A320, CFM International CFM56-5 или IAE V2527.
A319CJ использовался подразделением Escadron de transport, d'entraînement et de calibrage, отвечающим за перевозку французских высших чиновников, и подразделением Flugbereitschaft Luftwaffe, выполняющим такие же функции в Германии. С 2003 года ACJ является президентским самолётом в таких странах, как Армения, Бразилия, Венесуэла, Италия, Малайзия, Таиланд, Турция, Узбекистан, Украина и Чехия.

### Airbus ACJ320
Airbus A320 Prestige предлагается покупателям, которым необходимо больше внутреннего пространства, чем в A319. Он вмещает 30 пассажиров и имеет дальность 7600 км с двумя съёмными топливными баками.

### Airbus ACJ321
A321 в настоящее время не предлагается в виде корпоративного самолёта.

## Широкофюзеляжные модели

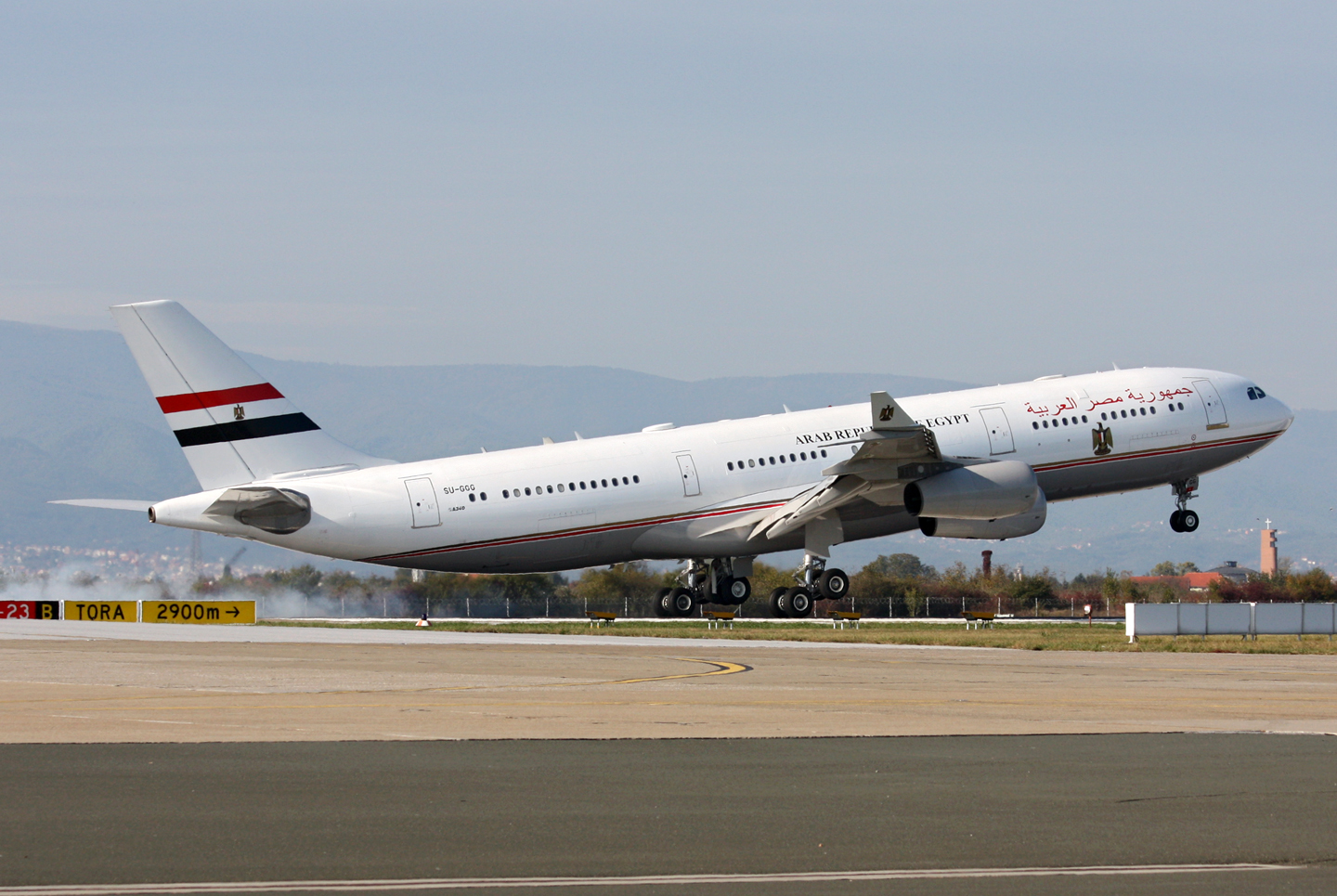
A340 правительства Египта

Широкофюзеляжные VIP-самолёты строятся на базе моделей A330, A340, A350 и A380. Дополнительные топливные баки значительно повышают их дальность.

### Airbus ACJ330-200
Airbus A330-200 Prestige вмещает 60 пассажиров и имеет дальность 15 400 км.

### Airbus ACJ340-300 Prestige
Airbus A340-300 Prestige вмещает 75 пассажиров и имеет дальность 14 300 км. На него устанавливаются двигатели CFM56-5C4/P с тягой 151 кН каждый.

### Airbus ACJ340-500 Prestige
Больший объём топлива и переработанное крыло обеспечивает Airbus A340-500 Prestige дальность 18 500 км. Он вмещает 75 пассажиров и может соединить два любых города на Земле. На модель устанавливаются двигатели Rolls-Royce Trent 556 тягой 249 кН.

### Airbus ACJ340-600 Prestige
Вариант на базе A340-600 с дальностью 15700 км.

### Airbus ACJ350 −800 −900 −1000 Prestige
Этот сверхдальнемагистральный авиалайнер должен заменить модель A330 и частично A340, которые будут ограничены правилами ETOPS.

### Airbus ACJ380-800 Prestige
Airbus получил один заказ на самолёт Airbus A380 в варианте Prestige. Заказчиком стала саудовская компания Kingdom Holding. Достоверной информации о внутреннем устройстве самолёта нет. Фантазии журналистов на тему внутреннего устройства самолёта (которое, по их мнению, включает конюшню, гараж и опускающийся на лётное поле лифт) привели к тому, что самолёт получил официальное наименование «Flying Palace» («летающий дворец»).